# Liste der Biografien/Ani
Liste der Biografien |
Portal Biografien |
Personensuche
# |
A |
B |
C |
D |
E |
F |
G |
H |
I |
J |
K |
L |
M |
N |
O |
P |
Q |
R |
S |
T |
U |
V |
W |
X |
Y |
Z |
?
 
Aa |
Ab |
Ac |
Ad |
Ae |
Af |
Ag |
Ah |
Ai |
Aj |
Ak |
Al |
Am |
An |
Ao |
Ap |
Aq |
Ar |
As |
At |
Au |
Av |
Aw |
Ax |
Ay |
Az
 
Ana–Anc |
And |
Ane |
Anf |
Ang |
Anh |
Ani |
Anj |
Ank |
Anl |
Anm |
Ann |
Ano |
Anp |
Anq |
Anr |
Ans |
Ant–Anz
Die Liste der Biografien führt alle Personen auf, die in der deutschsprachigen Wikipedia einen Artikel haben. Dieses ist eine Teilliste mit 141 Einträgen von Personen, deren Namen mit den Buchstaben „Ani“ beginnt.

## Ani
- Ani, altägyptischer König der 13. Dynastie
- Ani, Friedrich (* 1959), deutscher SchriftstellerFriedrich Ani (* 1959)

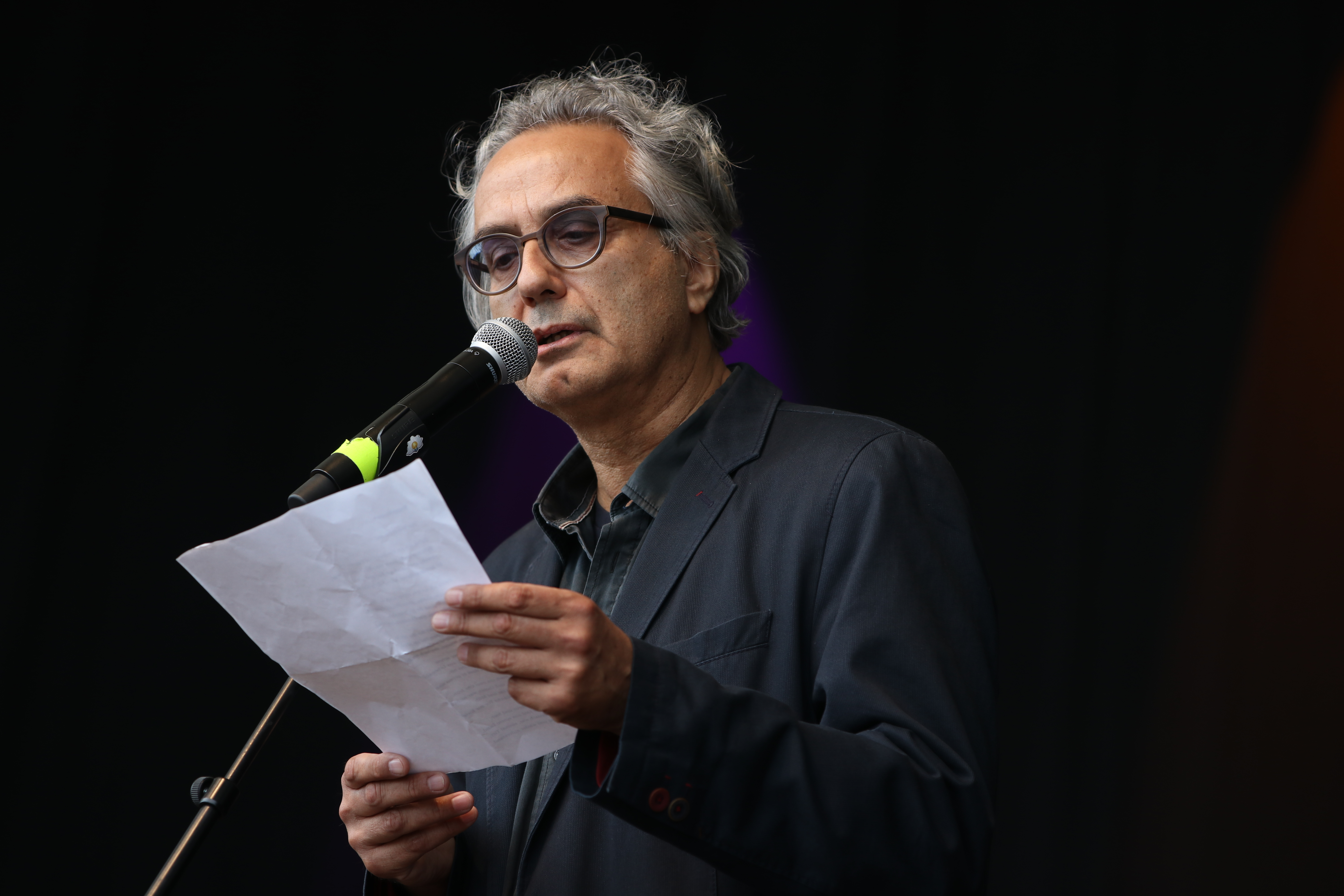
Friedrich Ani (* 1959)

- Ani, Jesse (* 2002), deutscher Basketballspieler
- Ani, Maret (* 1982), estnische Tennisspielerin

### Ania
- Ania, Emma (* 1980), britische Sprinterin
- Anian, Bischof von Bangor
- Anian I., Bischof von St. Asaph
- Anian II. († 1293), walisischer Ordensgeistlicher, Bischof von St. Asaph
- Anianus, christlicher Diakon und Missionar
- Anianus von Alexandria († 82), Bischof von Alexandria, Heiliger
- Anianus von Celeda, Diakon in einer Kirchengemeinde namens Celeda
- Anianus von Orléans, Heiliger und Bischof von Orléans

### Anib
- Anibaba, Jalil (* 1988), US-amerikanischer Fußballspieler

### Anic
- Anić, Ante (* 1989), kroatischer Fußballspieler
- Anić, Darko (* 1957), kroatisch-französischer Schachgroßmeister
- Anić, Darko (* 1974), serbischer Fußballspieler
- Anić, Franka (* 1991), slowenische Taekwondoin
- Anic, Igor (* 1987), französischer Handballspieler
- Anić, Ivan (* 1996), serbischer Eishockeyspieler
- Anić, Lazar (* 1991), serbischer Leichtathlet
- Anić, Lovro (* 1997), kroatischer Fußballspieler
- Anić, Stefan (* 1997), bosnischer Skilangläufer
- Anicet-Bourgeois, Auguste (1806–1871), französischer Theaterdichter
- Aniceto, Paciano Basilio (* 1937), philippinischer Geistlicher, emeritierter Erzbischof von San Fernando
- Anicetus, freigelassener Neros
- Anicetus, Bischof von Rom
- Anich, Peter (1723–1766), Tiroler Kartograf und Pionier der Hochgebirgskartografie
- Anichebe, Victor (* 1988), nigerianischer Fußballspieler
- Anicia Iuliana, römische Aristokratin
- Aničić, Marin (* 1989), bosnischer Fußballspieler
- Aničić, Michael (* 1974), deutscher FußballspielerMichael Aničić (* 1974)

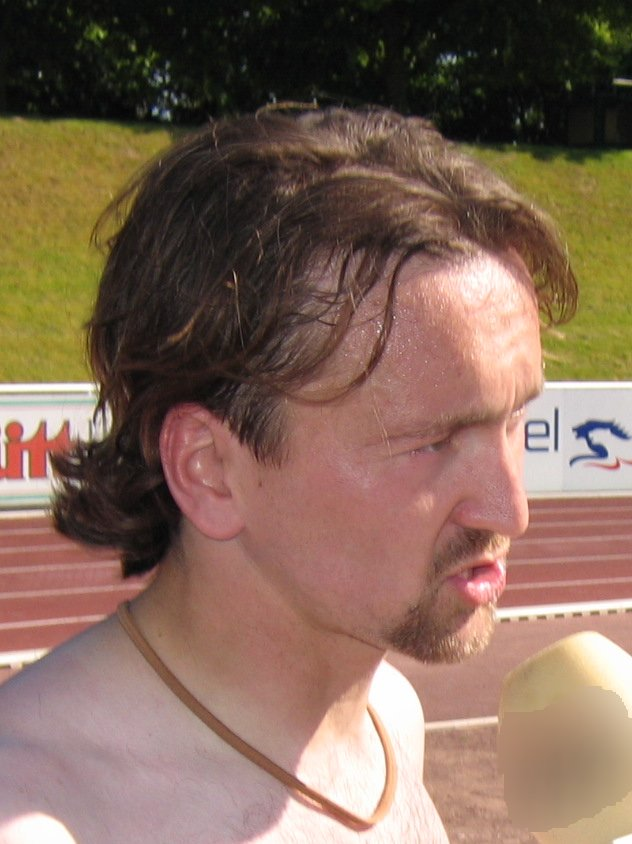
Michael Aničić (* 1974)

- Anicius Acilius Aginantius Faustus, spätantiker weströmischer Politiker und Konsul (483)
- Anicius Acilius Glabrio Faustus, spätantiker weströmischer Politiker und Konsul (438)
- Anicius Auchenius Bassus, spätantiker römischer Politiker und Stadtpräfekt von Rom
- Anicius Auchenius Bassus, weströmischer Senator und Konsul 408
- Anicius Cerialis, Gaius, römischer Suffektkonsul 65
- Anicius Faustus, römischer Konsul (289)
- Anicius Faustus Albinus Basilius, römischer Konsul 541
- Anicius Faustus, Quintus, römischer Suffektkonsul
- Anicius Gallus, Lucius, römischer Politiker, Konsul 160 v. Chr.
- Anicius Hermogenianus Olybrius, Flavius, spätrömischer Aristokrat, Konsul 395
- Anicius Maximus, römischer Statthalter
- Anicius Maximus, Publius, römischer Centurio (Kaiserzeit)
- Anicius Olybrius, römischer Konsul 491 und Patricius
- Anicius Petronius Probus, spätantiker Politiker und Konsul (406)
- Anicius Probinus, Flavius, spätantiker römischer Aristokrat und Konsul 395
- Anicius Probus Faustus, spätantiker römischer Politiker und Konsul (490)
- Anick, David J., US-amerikanischer Mathematiker
- Anick, Jason (* 1985), US-amerikanischer Jazzmusiker (Geige, Mandoline, Komposition)

### Anid
- Anido, María Luisa (1907–1996), argentinische Komponistin und Gitarristin

### Anie
- Anielewicz, Mordechaj (1919–1943), polnisch-jüdischer Widerstandskämpfer, Anführer des Aufstandes im Warschauer GhettoMordechaj Anielewicz (1919–1943)

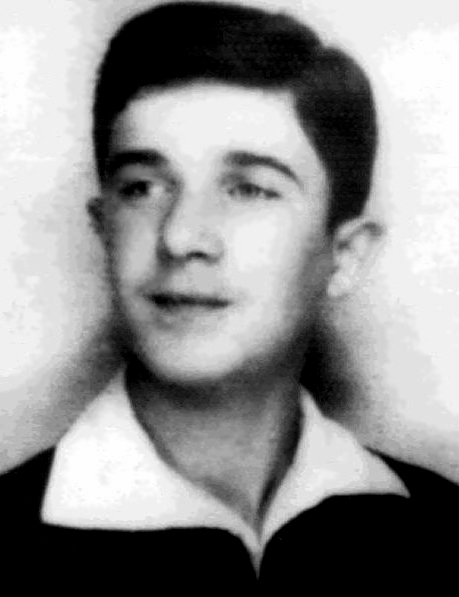
Mordechaj Anielewicz (1919–1943)

- Aniello, Lucia, US-amerikanische Regisseurin
- Aniello, Ron, US-amerikanischer Songwriter, Musikproduzent, Komponist und Musiker
- Anier, Adolf (1897–1945), estnischer Fußballspieler
- Anier, Hannes (* 1993), estnischer Fußballspieler
- Anier, Henri (* 1990), estnischer Fußballspieler
- Anières, Friedrich Benjamin Paul Loriol d’ (1744–1771), preußischer Jurist

### Anif
- Anifowoshe, Akeem (1968–1994), nigerianischer Boxer

### Anig
- Anigbata, Alec (* 2004), deutscher Basketballspieler
- Anigbata, Grace (* 1998), nigerianische Hoch- und Dreispringerin
- Anigo, José (* 1961), französischer Fußballspieler, -trainer und -funktionär
- Anigwe, Kristine (* 1997), nigerianisch-US-amerikanische Basketballspielerin

### Anik
- Anikanowa, Marija Michailowna (1916–2005), russisch-sowjetische Eisschnellläuferin
- Anikeeva, Polina (* 1982), russisch-amerikanische Materialwissenschaftlerin
- Anikejenko, Witali Sergejewitsch (1987–2011), russischer Eishockeyspieler
- Anikejew, Grigori Wiktorowitsch (* 1972), russischer Politiker und Abgeordneter der Staatsduma (Einiges Russland)
- Anikejew, Iwan Nikolajewitsch (1933–1992), sowjetischer Raumfahreranwärter, Mitglied der ersten Kosmonautengruppe der Sowjetunion
- Anikin, Andrei Wladimirowitsch (1927–2001), russisch-sowjetischer Ökonom und Autor
- Anikin, Jewgeni (1958–2023), sowjetisch-usbekischer Dreispringer
- Anikin, Nikolai Petrowitsch (1932–2009), russischer Skilangläufer
- Anikina, Emilija Eduardowna (1886–1983), sowjetische Botanikerin, Genetikerin und Lehrerin sowie Mitglied der Russischen Geographischen Gesellschaft
- Anikuschin, Michail Konstantinowitsch (1917–1997), russischer Bildhauer
- Anikuzhikattil, Mathew (1942–2020), indischer Geistlicher und syro-malabarischer Bischof von Idukki

### Anil
- Anıl, Cemre (* 1993), türkische Tennisspielerin
- Anile, Angelo Marcello (1948–2007), italienischer Physiker
- Anilionytė-Lozuraitienė, Loreta (* 1963), litauische Philosophin, Schriftstellerin und Übersetzerin

### Anim
- Anim Cudjoe, Mathew (* 2003), ghanaischer Fußballspieler
- Anim, Vida (* 1983), ghanaische Sprinterin
- Animals On Wheels, britischer Musiker
- Animalu, Alexander (* 1938), nigerianischer theoretischer Physiker
- Anime, Ayumi (* 1989), ukrainische Pornodarstellerin
- Animuccia, Giovanni († 1571), italienischer Kirchenkomponist
- Animus (* 1987), deutscher Rapper

### Anin
- Anin, Patrick Dankwa (1928–1999), ghanaischer Politiker und zweimaliger Außenminister
- Anin, Roman (* 1986), russisch-moldawischer Journalist
- Aning, Prince (* 2004), niederländisch-ghanaischer Fußballspieler

### Anio
- Aniol, Hans (1878–1945), deutscher Wasserballspieler
- Aniol, Peter (1938–2015), deutscher Politiker (CDU), MdL
- Aniol, Wolf (* 1944), deutscher Schauspieler und Hörspielsprecher
- Anioli, Ines (* 1986), deutsche Hörfunkjournalistin, Podcasterin und KomikerinInes Anioli (* 1986)

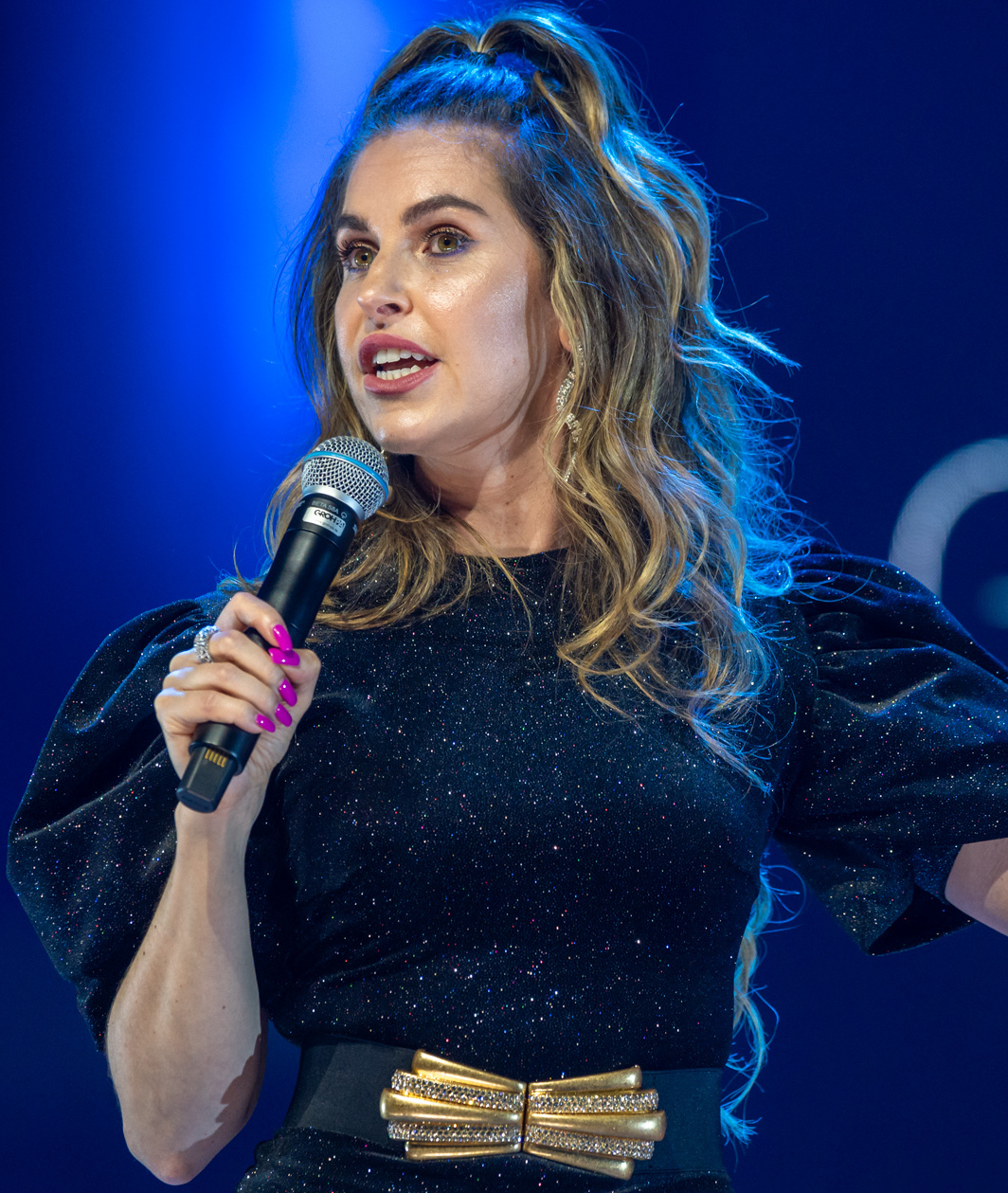
Ines Anioli (* 1986)

- Aniołkowski, Stanisław (* 1997), polnischer Radrennfahrer

### Anip
- Anipong Kijkam (* 1999), thailändischer Fußballspieler
- Anipu, Ignatius (* 1959), ghanaischer römisch-katholischer Ordensgeistlicher, Bischof von Maradi

### Aniq
- ANIQO (* 1985), Singer-Songwriterin und Lyrikerin

### Anir
- Anirahtak (* 1960), deutsche Jazz-Sängerin
- Anirut Naiyana (* 1996), thailändischer Fußballspieler
- Anirut Suebyim (* 1990), thailändischer Fußballspieler

### Anis
- Anis, Andre (* 1977), estnischer Fußballspieler
- Anis, Rami (* 1991), syrischer Schwimmsportler
- Anischenko, Stanislav (* 1983), belarussischer Kontrabassist
- Anisdahl, Leif Frimann (* 1937), norwegischer Grafik-Designer und Briefmarkenkünstler
- Anisimova, Amanda (* 2001), US-amerikanische TennisspielerinAmanda Anisimova (* 2001)

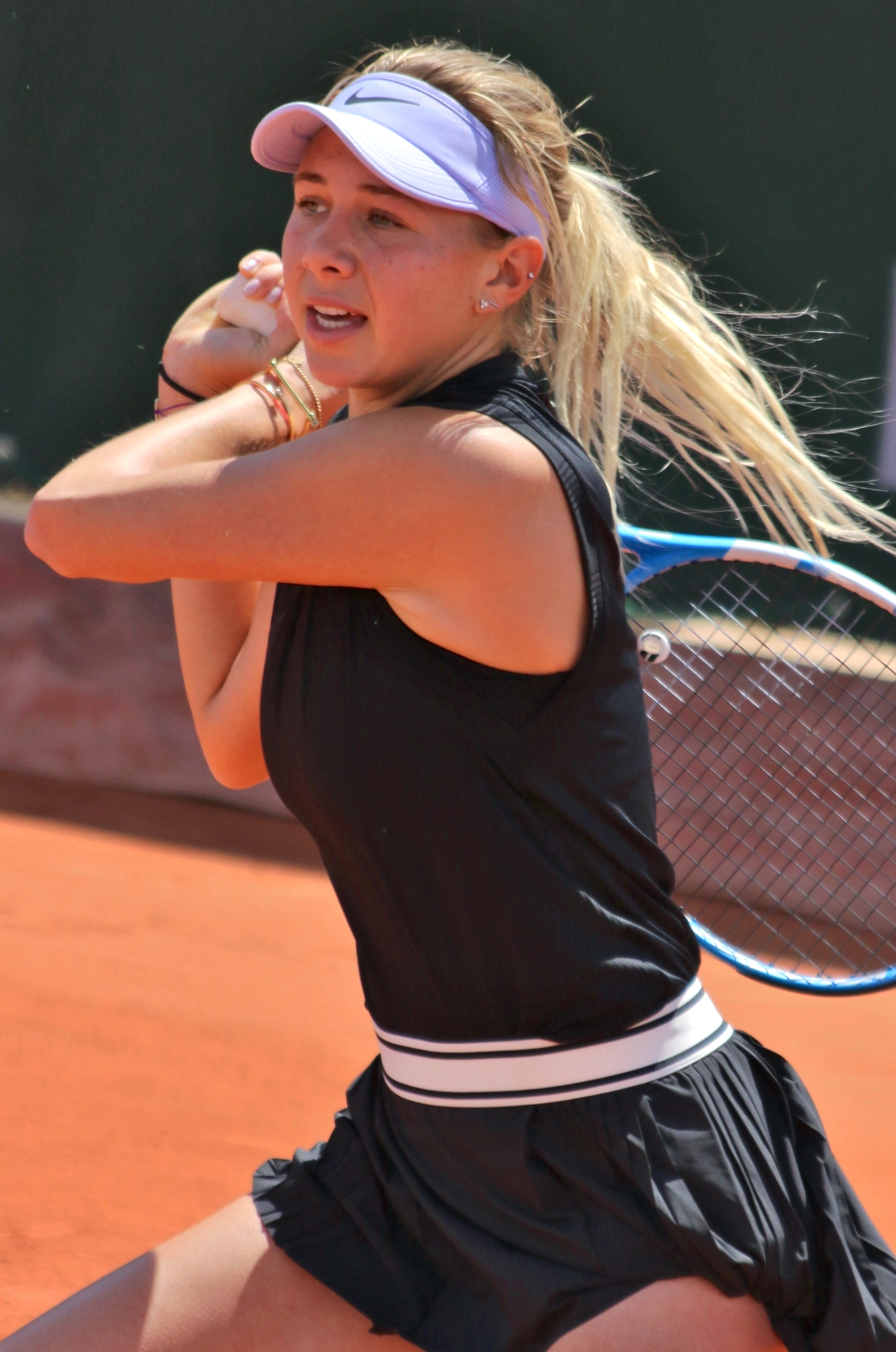
Amanda Anisimova (* 2001)

- Anisong Jaroentham (* 1988), thailändischer Fußballspieler
- Anissegos, Antonis (* 1970), griechischer Komponist und Pianist
- Anissegos, Jannis, griechischer Flötist
- Anissim, Petro (1952–2016), sowjetischer Mittelstreckenläufer
- Anissimau, Maksim (* 1983), belarussischer Nordischer Kombinierer und Skispringer
- Anissimow, Artjom Alexejewitsch (* 1988), russischer Eishockeyspieler
- Anissimow, Artur Jewgenjewitsch (* 1992), russischer Fußballspieler
- Anissimow, Iwan Andrejewitsch (* 1987), russischer Skilangläufer
- Anissimow, Oleg Alexandrowitsch (* 1957), russischer Meteorologe und Geowissenschaftler
- Anissimow, Wassyl (* 1938), sowjetisch-ukrainischer Hürdenläufer und Sprinter
- Anissimowa, Jekaterina Jewgenjewna (* 1991), russische Eishockeyspielerin
- Anissimowa, Natalja (* 1973), russische Sprinterin
- Anissimowa, Natalja Jurjewna (* 1960), sowjetische und russische Handballspielerin
- Anissimowa, Olga Wiktorowna (* 1972), russische Biathletin
- Anissimowa, Tatjana Michailowna (* 1949), russische Hürdenläuferin
- Anissimowa, Wera Wassiljewna (* 1952), sowjetische Sprinterin
- Anissin, Michail Wjatscheslawowitsch (* 1988), russischer Eishockeyspieler
- Anissin, Wjatscheslaw Michailowitsch (* 1951), russischer Eishockeyspieler
- Anissina, Marina Wjatscheslawowna (* 1975), russisch-französische Eiskunstläuferin
- Anissowa, Bohdana (* 1992), ukrainische Volleyballspielerin
- Aniston, Brandy (* 1986), US-amerikanische Pornodarstellerin
- Aniston, Jennifer (* 1969), US-amerikanische SchauspielerinJennifer Aniston (* 1969)

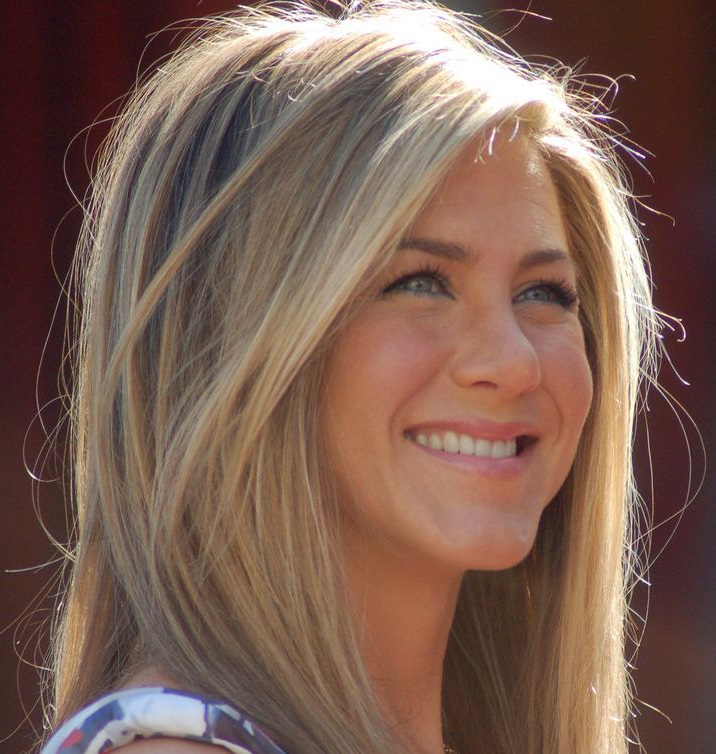
Jennifer Aniston (* 1969)

- Aniston, John (1933–2022), US-amerikanischer Film- und Theaterschauspieler griechischer Herkunft

### Anit
- Anita Briem (* 1982), isländische Schauspielerin
- Aníta Hinriksdóttir (* 1996), isländische Leichtathletin
- Anita, Vurnon (* 1989), niederländischer Fußballspieler
- Anitaș, Herta (* 1962), rumänische Ruderin
- Aniței, Georgiana Iuliana (* 1999), rumänische Dreispringerin
- Anitschkin, Chari (* 1944), bulgarischer Schauspieler
- Anitschkin, Wiktor Iwanowitsch (1941–1975), sowjetischer Fußballspieler
- Anitschkow, Dmitri Sergejewitsch (1733–1788), russischer Philosoph, Aufklärer, Logiker und Mathematiker
- Anitschkow, Nikolai Adrianowitsch (1809–1892), russischer Diplomat
- Anitschkow, Nikolai Nikolajewitsch (1885–1964), russischer Pathologe
- Anitta, hethitischer Herrscher
- Anitta (* 1993), brasilianische Sängerin, Songwriterin, Schauspielerin und TänzerinAnitta (* 1993)

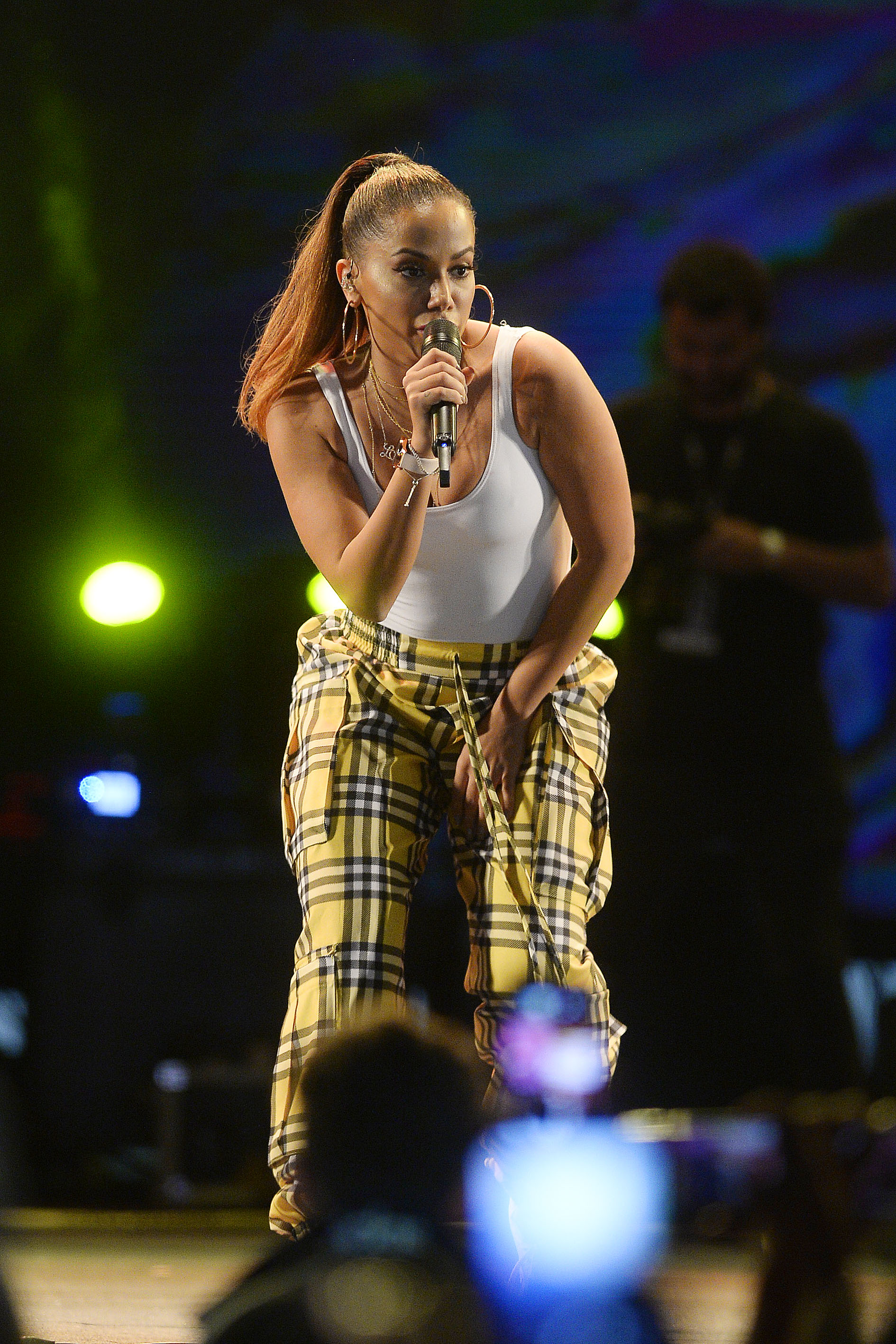
Anitta (* 1993)

### Aniv
- Anivolla, Alhousseini (* 1973), nigreanischer Desert-Blues-Gitarrist und Komponist

### Aniw
- Aniwaa, Louisa (* 2003), ghanaische Fußballspielerin

### Aniy
- Aniyar de Castro, Lolita (1937–2015), venezolanische Rechtsanwältin, Professorin und Politikerin

### Aniz
- Anizan, Émile (1853–1928), französischer römisch-katholischer Geistlicher, Ordensoberer, Ordensgründer und Sozialkatholik